# Spring (torpedobåd, 1875)
Den svenske torpedobåd Spring blev søsat i 1874 og ankom til Sverige i 1875. Båden var lovlig spinkel til tjenesten som torpedobåd og udgik i 1893.

## Baggrund og design
Da den norske marine i 1873 fik leveret den hurtige torpedobåd Rap, vakte det interesse i de to øvrige skandinaviske lande, og såvel Sverige som Danmark bestilte en tilsvarende båd hos John I. Thornycroft & Company i Chiswick i England. Den svenske båd, der fik navnet Spring, blev søsat og færdiggjort i 1874. I vinteren 1874-1875 blev båden afprøvet på Themsen, og det hurtige fartøj blev behørigt omtalt i det britiske fagtidsskrift Engineering, 26. februar 1875. Man noterede her, at den gennemsnitlige hastighed ved fuldkraftsprøven havde været 15,34 kn (17,65 mi/h). Senere i 1875 blev Spring taget med som dækslast på damperen Atlanta og blev fragtet til Stockholm, hvor den indgik som den første spcialbyggede torpedobåd ("minbåt") i den svenske flåde.

## Tjeneste
Spring indgik i den svenske flåde i 1875. I første omgang blev båden udrustet med slæbetorpedoer af Harveys model. De tre nordiske torpedobåde var alle konstrueret med et ror, der sad foran skruen, og det gjorde dem svære at manøvrere, og gjorde styringen af slæbetorpedoer særdeles vanskelig. I Sverige valgte man derfor efter kort tid at forsyne Spring med stangtorpedoer. I 1878 fik Spring tilknyttet betegnelsen Minbåt n:o 1 og i 1879 blev Spring sendt retur til værftet i England og modificeret, så skrue og ror kom til at sidde som på almindelige skibe. Den svenske flåde havde i 1879 fået leveret 10 styk 35 cm torpedoer fra Whitehead, og i 1885 blev der opstillet to rammeapparater til denne type torpedoer midtskibs, og hermed var Spring blevet en "rigtig" torpedobåd. Samme år blev Spring udrustet med en dobbeltløbet "kulspruta" M/84, og i 1887 skiftede torpedobåden navn til Glimt, fordi Norge og Sverige, der var i personalunion, havde besluttet at dele alfabetet imellem sig, hvad torpedobåde angik, så Sverige fik "A"-"N" og Norge resten. Ved navneskiftet i 1887 blev nummereringen også ændret, til 3. klass minbåten N:o 101 og Glimt blev den eneste torpedobåd af 3. klasse i den svenske marine. De installerede rammeapparater til torpedoer var kun anvendelige ved lave hastigheder, så torpedobåden fik en relativt kort levetid og udgik 17. februar 1893.